# 최나경 (플루트 연주자)
최나경(1983년 5월 23일~)은 대한민국의 플루트 연주가이다클래식, 재즈, 팝 음악 분야에서 활동 중이다.

## 생애
대전에서 자란 최나경은 커티스음악인스티튜트와 줄리아드에서 공부했으며 2000년에서 2004년 사이에 줄리어스 베이커와 제프리 카너에게 지도를 받았다. 2002년 학생으로서, 그녀는 필라델피아 오케스트라가 후원하는 Albert M. Greenfield Student Competition의 시니어부문 수상자였고 2006년 Symphony Magazine은 그녀를 촉망되는 플루트 연주자 두 명의 명단에 포함시켰다.

## 음악 경력
Mozart의 Flute and Harp 협주곡 K. 299과 Flute 협주곡 K. 314 (Jasmine Choi는 Mozart라고 함)의 공연을 2006년 Sony BMG가 한국에서 음반으로 발표하였다. 그녀는 이후 Paavo Jarvi가 지휘하는 신시내티 심포니 오케스트라의 associate principal flute 연주자로, 또한 Fabio Luisi가 지휘하는 비엔나 심포니의 제일 플루트 연주자로 지냈다.
최나경은 2012년 5월부터 2013년 8월까지 비엔나 심포니 오케스트라 제일 플루트 (Principal Flute)로 재직했으며, 한국에서 태어난 오케스트라 사상 최초의 멤버이다. 그녀는 오케스트라 멤버와 함께 Mozart의 플루트 4중주를 출반했다.
최나경은 멘델스존과 차이코프스키의 바이올린 협주곡을 비롯하여 Saint-Saens의 소개와 론도 카프리치오소를 플루트로 연주하였고 2012년 Claude Bolling (Sony Classical)과 Georg Philipp Telemann (Austrian Gramophone)의 'Solo Flute를 위한 12개의 환상곡'을 출반하였다. Mark Laycock은 그녀를 위해 플루트 협주곡을 작곡하였다. 2016년 그녀는 고향인 대전시의 문화대사로 지명되었다.

## 음반
최나경의 음반은 다음과 같다.
- 파리의 사랑-라이브 리사이틀 앨범, Jasmine Choi & Park Sangkk (2017)
- 트리오 조이-즉흥 연주, 최 재스민, 조 폰다, 하비 소르 겐 (2017)
- Telemann 파일: 솔로 플루트를위한 12 가지 환상, Jasmine Choi (2015)
- WA Mozart: Flute 5 쿼트, Jasmine Choi, Vienna Symphony 멤버들과 함께 (2013)
- 플루트와 재즈 트리오를위한 클로드 볼링 스위트, 재스민 최 (2012)
- 판타지, 재스민 최 (2011)
- 재스민 최가 모차르트를 연주하다, 최 재스민 (2006) (한국에서만 발매)